# Cờ quẻ Ly
Cờ quẻ Ly là quốc kỳ của Đế quốc Việt Nam, được sử dụng từ ngày 12 tháng 6 năm 1945  đến ngày 30 tháng 8 cùng năm.

## Lịch sử

Cờ Long tinh được sử dụng trong thời gian đầu của Đế quốc Việt Nam

Sau khi Đế quốc Nhật Bản đảo chính thực dân Pháp vào ngày 9 tháng 3 năm 1945, ngày 11 tháng 3 Hoàng đế Bảo Đại tuyên bố hủy bỏ Hòa ước Quý Mùi 1883 và Hòa ước Giáp Thân 1884, và ông tuyên bố nền độc lập của Đế quốc Việt Nam với sự bảo hộ của Nhật Bản. Việt Nam tiếp tục dùng cờ Long tinh thời Đại Nam làm quốc kỳ. Chính phủ mới được thành lập ngày 17 tháng 4 năm 1945, đứng đầu là Tổng lý (hay Tổng trưởng) Trần Trọng Kim, thường được gọi là Nội các Trần Trọng Kim. 
Phụng theo chiếu ngày 8 tháng 5 năm 1945 (27 tháng 3 năm Bảo Đại thứ 20), Tổng trưởng Nội các đã cử Hội đồng xét về quốc hiệu, quốc kỳ, quốc ca. Quốc dân đóng góp ý kiến, tuần báo Trung Bắc Chủ nhật có đăng các bài viết thảo luận về quốc kỳ. Hội đồng quyết định giữ quốc hiệu Việt Nam và lựa chọn cờ quẻ Ly theo thiết kế của ông Lê Quý Trinh người Hưng Yên. Ngày 12 tháng 6 (3 tháng 5 lịch ta), Hoàng đế Bảo Đại ký Dụ số 52 ấn định lá cờ này là quốc kỳ mới, và bãi bỏ các quốc kỳ trước đây.
Đế quốc Việt Nam, về danh nghĩa bao gồm ba miền Bắc Kỳ–Trung Kỳ–Nam Kỳ, nhưng Nam Kỳ hoàn toàn nằm trong tầm kiểm soát của Đế quốc Nhật Bản. Chủ nhật ngày 18 tháng 3, tại Vườn Ông Thượng, Sài Gòn diễn ra cuộc biểu tình hàng trăm ngàn người dưới bóng lá quốc kỳ để hoan nghênh sự độc lập của Việt Nam. Ngày 12 tháng 6, quốc kỳ mới là cờ quẻ Ly được ban hành thì đến ngày 1 tháng 7, lễ thượng kỳ được tổ chức tại khắp các tỉnh Bắc Kỳ. Tại Hà Nội, lễ chào cờ diễn ra cách long trọng tại Phủ Khâm sai. Tại Thành Nam, buổi lễ diễn ra tại vườn hoa trước Tòa Đốc lý. Ngày 14 tháng 8, trước khi Nhật Bản đầu hàng khối Đồng Minh, Nam Kỳ được trao trả cho Đế quốc Việt Nam. Ngày 23 tháng 8 tổ chức lễ mừng Việt Nam thống nhất, Phủ Khâm sai Nam Kỳ thông cáo tổ chức diễn hành và chào quốc kỳ.
Ngày 25 tháng 8 năm 1945, vua Bảo Đại ra chiếu thoái vị. Lễ thoái vị diễn ra vào ngày 30 tháng 8, cờ vàng quẻ Ly được hạ xuống để treo cờ đỏ sao vàng. Sắc lệnh số 5 ký ngày 5 tháng 9 năm 1945 của Chính phủ Lâm thời Việt Nam Dân chủ Cộng hòa bãi bỏ cờ quẻ Ly và ấn định cờ đỏ sao vàng.

## Đặc điểm
Cờ quẻ Ly là một lá cờ có tỉ lệ 2:3, nền vàng thẫm với một quẻ Ly đỏ thẫm ở chính giữa. Kích thước lá cờ cùng quẻ Ly theo bản đồ (bản vẽ) trong bài.

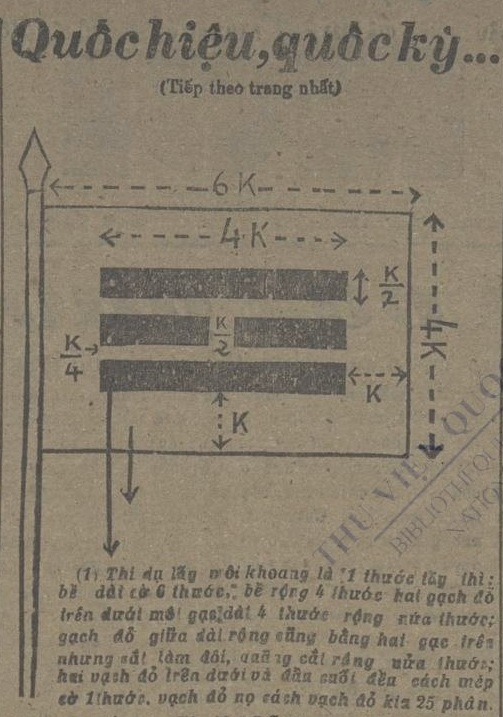
Bản vẽ cờ quẻ Ly theo Dụ số 52 của Bảo Đại, đăng trên báo Tin Mới.
Thiết kế Cờ Quẻ Ly

## Ý nghĩa
Cờ màu vàng là truyền thống Việt Nam. Còn quẻ Ly theo Kinh Dịch có các ý nghĩa như sau:
Trùng minh dĩ lệ hồ chính, nãi hóa thành thiên hạ.
Dịch là: Hai lần sáng để bám vào chỗ chính, bèn hóa nên thiên hạ.
Tượng viết: Minh lưỡng tác; Ly, đại nhân dĩ kế minh chiếu hồ tứ phương.
Dịch là: Lời Tượng nói rằng: Sự sáng hai lần dấy lên, là Quẻ Ly, bậc đại nhân coi đó mà kế tiếp sáng soi ở bốn phương.
Theo Kinh Dịch, trong Hậu Thiên Bát Quái của vua Văn Vương, Quẻ Ly chính ứng với phía Nam của đồ hình, tạo thành trục Bắc - Nam là Khảm - Ly. Việc học giả Trần Trọng Kim chọn Quẻ Ly làm quốc kỳ, còn mang một ý nghĩa khác là quốc kỳ của nước phương Nam.
Tác giả lá cờ Lê Quý Trinh cho biết quẻ Ly "ứng vào phương Nam", là biểu hiện của sự "sốt sắng, mãnh liệt, [...] tiến bộ, văn minh". Ở giữa quẻ Ly ☲ lại hiện lên chữ công 工 nghĩa là thợ, cho thấy sự quan trọng của người thợ trong việc kiến thiết quốc gia. Ngoài ra chữ công "còn có ý nghĩa cần lao, chú ý khuyên quốc dân Việt Nam nên lấy sự cần lao làm đầu, nếu muốn cho nước nhà cường thịnh".